# ماستر تراست بنك اليابان
ماستر تراست بنك اليابان (اليابانية: 日本 マ ス ト ラ ス ト 信託 銀行 株式会社) هو مصرف ائتمان ياباني يقدم الخدمات المصرفية الإستثمارية والخدمات المصرفية للشركات وإدارة الأصول وخدمات البورصة الملكية. تأسس في 2000.